# Каневська Владислава Дмитрівна
Владислава Дмитрівна Каневська (також Лада Каневська; 6 червня 1969, Тізі-Узу, Алжир — 14 квітня 2022, Німеччина) — українська громадська діячка з роду Грушевських: дочка Елеонори Захарівни Коваль, правнучка Марка Федоровича Грушевського та правнучата чотириюрідна племінниця Михайла Сергійовича Грушевського. Медіатор, фасилітатор, тренер та коуч. Співзасновниця та почесний член Національної асоціації медіаторів України (НАМУ), член правління, а з 2013 по 2019 — віце-президент НАМУ.

## Біографія
Народилася 6 червня 1969 року в місті Тізі-Узу, провінція Кабілія, Алжир.

## Професійна діяльність
Лада Каневська понад 20 років працювала у сфері вирішення та попередження конфліктів, розробки і впровадження технологій побудови консенсусу.

### Медіація та сфера діалогу/порозуміння
Віце-президент «Українського Центру Порозуміння» (2002—2012).
Головна редакторка бюлетеня «Відновне правосуддя в Україні» у 2005—2011 роках.
У 2008—2009 роках — керівниця проєкту «Впровадження медіації у сферу корпоративного управління в Україні», IFC (Міжнародна фінансова корпорація, Світовий банк).
У 2013—2014 роках — співзасновниця ініціативи «Діалоги на Майдані».
Співзасновниця Мережі фасилітаторів діалогів України, 2015.
У 2016—2017 роках — членкиня Громадської ради по Резолюції 1325, НАТО (Брюсель).
Віце-президент Національної асоціації медіаторів України у 2013—2019 роках.
Членкиня і представниця в Україні Міжнародної асоціації фасилітаторів (IAF), Членкиня Європейської ради з менторства та коучингу (англ. European Mentoring and Coaching Council, EMCC);
Медіаторка Центру медіації Київської торгово-промислової палати;
Медіаторка і тренерка Українського Центру Медіації (УЦМ) при Києво-Могилянській Бізнес-Школі (kmbs);
Брала участь у створенні, становленні та розвитку 30 центрів медіації, тренерка і супервізорка медіаторів.
Співавторка кількох законопроектів про медіацію в Україні, пропозицій до національних програм та відомчих інструкцій.

### Викладання
Авторка та викладачка курсу «Базові навички медіатора» (72 год.) у Школі медіації Академії адвокатури України (2012—2018).
Співавторка навчального курсу та посібника «Практичне застосування медіації» для Національної школи суддів України, інших програм.
Співавторка Рекомендацій НАМУ «Основні засади навчання базовим навичкам медіатора» (2018), Співавторка курсу «Практична фасилітація для лідерів команд та проектів».
Співавторка курсу «Партиципативні процеси: планування, фасилітація і модерація заходів. Рекомендації для використання».
Співавторка онлайн курсу «Як ефективно спланувати та провести діалог» (Prometheus), а також курсу «Навички діалогу і медіації для потреб публічної служби» (EdEra) для НАДС, які розроблено українськими фахівцями, за підтримки Координатора проектів ОБСЄ в Україні.
Запрошена викладачка в Києво-Могилянській бізнес школі (конфлікт-менеджмент, коучинг, фасилітація, медіація, ефективна комунікація) та ко-тренерка на курсах «Бірюзові організації. Принципи та практики Холакратії», «Управління в умовах невизначеності», «Перезавантаження для ТОПів», «Люди в організації. Трансфорація HR-системи».
Кураторка і викладачка у «Школі нового мислення» — освітній програмі Міжнародного інституту інтегрального розвитку (МІІР).

### Інтегральний підхід
З 2018 року — партнерка Teal.ua, ініціативи, яка займається вивченням і поширенням інтегральних підходів і практики «бірюзових» організацій як формату «організацій майбутнього». Ініціаторка і ведуча «Teal MeetUps» (2018—2019 роки у КМБШ та «гостьові візити») і «Teal Rakes» (укр. «Бірюзові граблі»).

### Ненасильницьке спілкування
У 2017 році заснувала групу партнерів «Sense 2 Sense Communication», яка надає послуги з супроводу процесів розвитку бізнесу, зокрема щодо налагодження ефективної комунікації, взаємодії та трансформації конфліктів, а також емпатії за методом Ненасильницьке спілкування.

## Електронні публікації
- youtube.com Чому важливий діалог і як його «будувати»